# Angus Ogilvy
Angus James Bruce Ogilvy (ur. 14 września 1928 w Londynie, zm. 26 grudnia 2004 w Kingston Hospital w Londynie) – brytyjski arystokrata i przedsiębiorca, młodszy syn Davida Ogilvy’ego, 12. hrabiego Ogilvy i lady Alexandry Coke, córki 3. hrabiego Leicester. Przez małżeństwo z księżniczką Aleksandrą z Kentu wszedł do brytyjskiej rodziny królewskiej.

## Kariera
Wykształcenie odebrał Heatherdown School w Ascot i w Eton College. W latach 1946–1948 odbywał służbę wojskową w Gwardii Szkockiej (Scots Guards). W 1947 r. rozpoczął naukę na Trinity College w Cambridge, którą to uczelnię ukończył w 1950 r. z tytułem bakałarza filozofii, polityki i ekonomii.
Po studiach rozpoczął pracę w firmie Drayton, później nawiązał współpracę z Tinym Rowlandem, kopalnianym potentatem, mającym liczne koneksje w Rodezji. Pomyśle rozwijająca się kariera została przerwana w latach 70., kiedy wyszło na jaw, że Lonrho, firma należąca do Rowlanda, z którą współpracował Ogilvy, nie przestrzegała embarga nałożonego przez Wielką Brytanię na Rodezję. Działalność firmy została skrytykowana przez premiera Edwarda Heatha na forum Izby Gmin. Premier nazwał ją „najgorszą i nieakceptowalną twarzą kapitalizmu”.

## Małżeństwo
24 kwietnia 1963 w Opactwie Westminsterskim, poślubił księżniczkę Aleksandrę Helenę Elżbietę Olgę Christabel Windsor (ur. 25 grudnia 1936), córkę Jerzego Windsora, księcia Kentu i Mariny Glücksburg, córki Mikołaja, księcia greckiego. W uroczystościach uczestniczyli wszyscy członkowie rodziny królewskiej, a transmitowaną na cały świat transmisję telewizyjną oglądało ok. 200 milionów osób.
Z okazji ślubu królowa Elżbieta II zaproponowała Ogilvy’emu nadanie mu tytułu parowskiego, ale Ogilvy odmówił, podobnie jak odrzucił ofertę zamieszkania w jednym z królewskich pałaców. Ostatecznie para zamieszkała w Thatched House Lodge w Londynie, ale Aleksandra zatrzymała swój apartament w St. James’s Palace.
Angus i Aleksandra tworzyli zgrane i szczęśliwe małżeństwo. Doczekali się razem dwójki dzieci:
- James Robert Bruce Ogilvy(inne języki) (ur. 29 lutego 1964), zajmuje 33. miejsce w linii sukcesji do brytyjskiego tronu
- Marina Victoria Alexandra Ogilvy(inne języki) (ur. 31 lipca 1966), zajmuje 36. miejsce w linii sukcesji do brytyjskiego tronu

## W rodzinie królewskiej
Po rezygnacji z kariery w biznesie w 1973 r., Ogilvy rozpoczął działalność charytatywną i wspierał żonę w wypełnianiu obowiązków przynależnych członkowi rodziny królewskiej. Towarzyszył też jej w niektórych zagranicznych podróżach (m.in. do Egiptu w 1978 r., na Saint Lucia w 1979 r., do Hongkongu, Birmy, Tajlandii i Australii w 1980 r.).
W 1988 r. został odznaczony Krzyżem Wielkim Królewskiego Orderu Wiktoriańskiego. W 1997 r. wszedł w skład Tajnej Rady. Był również Strażnikiem Osoby Jej Królewskiej Mości w Szkocji (Her Majesty's Bodyguard for Scotland).
Sir Angus był przewodniczącym Imperialnej Fundacji Walki z Rakiem, Związku Młodzieży Zjednoczonego Królestwa, patronem Arthritis Care, wicepatronem National Children’s Homes, przewodniczącym rady doradczej The Prince's Youth Business Trust, mężem zaufania Fundacji Zamku Leeds oraz członkiem rady zarządzającej Stowarzyszenia Promocji Nauki Chrześcijańskiej.
Cierpiał w ostatnich latach swojego życia na raka przełyku. Z powodu choroby nie uczestniczył w ceremoniach królewskich. Zmarł 26 grudnia 2004 r. Jego pogrzeb odbył się 5 stycznia 2005 – został pochowany w zamku Windsor.